# Wing (luchtmacht)
Een wing (Engels voor "vleugel"), air force wing of air wing is een grote operationele vliegende eenheid van een luchtmacht.
In luchtmachten over de gehele wereld wordt een wing gevormd uit drie of vier afzonderlijke vliegende squadrons. 
Het commando van de eenheid wordt gevoerd door de wing commander; zijn rang staat gelijk aan die van een luitenant-kolonel van de luchtmacht.
Binnen de Nederlandse Defensie Academie bestaat sinds 1 januari 2012 een Luchtmacht Cadettenwing. Binnen deze Cadettenwing worden de toekomstige officieren voor het Commando Luchtstrijdkrachten opgeleid. De Wing bestaat uit het 121 Squadron en het 122 Squadron. Binnen het 121 Squadron krijgen de cadetten een wetenschappelijke opleiding, binnen het 122 Squadron worden cadetten van het zogenaamde korte model (opleidingstijd initieel 1 jaar) opgeleid. 

## Belgische Luchtmacht
Bij de Belgische luchtmacht is een wing een hoofdeenheid die op een vliegveld gelegerd is. Een wing bestaat op zijn beurt uit 2 tot 3 vliegende smaldelen of squadrons en een aantal secties voor de operationele, administratieve en technische werking.